# Вили Казасян
Вили Арам Казасян е български джаз музикант, диригент, композитор, аранжор и пианист от арменски произход. Баща е на Александър Казасян и певицата Хилда Казасян.

## Биография
Роден е на 8 декември 1934 г. в София. Завършва средното си образование в Шеста мъжка Софийска гимназия. Като студент в 1952 г. създава Биг бенда на Държавната политехника, където се дипломира като инженер в бившия ВМЕИ, днес Технически университет – София. Учи и в Теоретичния факултет на Българската държавна консерватория, който завършва семестриално.
През 1953 г. е сред инициаторите на второто издание на „Джаза на младите“, където свири като пианист. През 1957 г. е сред основателите на Бенда на Държавния сатиричен театър, а през 1960 и на Естрадния симфоничен оркестър на Комитета за телевизия и радио (днес Биг бенд на БНР). Създател е на камерния джазов квинтет „Студио 5“ (1960), с който изнася редовни концерти в сградата на БИАД, в страната и в чужбина. Заедно с Милчо Левиев  са двама от музикалните педагози в Школата за естрадни певци(1964), предшестваща специалността „Джаз и поп изпълнителско изкуство“ в днешната Национална музикална академия. Завежда секция „Естрадно изкуство“ при СМДБ (1985), към която е включен и джазът. 
Създава първия познат в България музикален конкурс „Микрофонът е ваш“ (1960), впоследствие води и радиопредаването на редакция ХСЗ (Хумор, сатира и забава) на БНР „Тромбата на Вили“ (1973 – 1974).
Кариерата му е трайно свързана с Биг бенда на БНР, където е последователно пианист, втори диригент и диригент в продължение на 38 години (1960 – 1998). Той е най-популярният диригент на Биг бенда на Българското националното радио, като много често неговото име се отъждествява с това на оркестъра.
От 1998 до 2008 г. Вили Казасян ръководи собствена музикална формация, известна като „Биг бенда на Вили Казасян“ или „Вили Бенд“, продуцирана от Добромир Славчев, с която регистрира поредица от участия в най-различни музикални форуми и събития.
През 2008 г. е председател на журито на предаването Мюзик Айдъл, което се излъчва по bTV. 
Автор е на множество джазови инструментални пиеси, детски песни, филмова музика („Ян Бибиян“,  „Неочаквана ваканция“, на музика към театрални спектакли, телевизионни и радиомюзикъли. Дебютът му като музикант и композитор е през 50-те години – като пианист през ученическите му години с авторската му инструменталната пиеса „Синята мотриса“,  последван от изявите му в Биг бенда на Политехниката и „Джаза на младите“. Свири в Оркестъра при Сатиричния театър и в основавания от него квинтет „Студио 5“. От тези два състава през 1960 г. е формиран Естрадният оркестър към КТР, в който свири, а от 1965 г. е и негов диригент.
Голям е приносът му за организирането, развитието и утвърждаването на фестивала „Златният Орфей“ и на телевизионния конкурс за поп песни „Мелодия на годината“, както и в подпомагането и развитието на много наши музиканти и изпълнители. Дългогодишен диригент на „Златния Орфей“.
Под диригентската му палка са пяли редица наши и чужди популярни певци, като: Георги Кордов, Ирина Чмихова, Стефан Воронов, Кирил Семов, Паша Христова, Мими Николова, Петър Чернев, Мария Нейкова, Борис Годжунов, Бисер Киров, Катя Филипова, Емил Димитров, Лили Иванова, Боян Иванов, Христо Кидиков, Георги Минчев, Орлин Горанов, Йорданка Христова, Богдана Карадочева, Стефка Оникян, Мими Иванова, Васил Найденов, Нели Рангелова, Маргарита Хранова, Росица Кирилова, Камелия Тодорова, Васил Петров, Братя Аргирови, Георги Христов, Филип Киркоров, Алла Пугачова, Пол Роджърс, Лео Мартин, Тони Кристи, Ал Бано, Йосиф Кобзон, Карел Гот, Удо Юргенс, Даниел Дарийо, Джани Моранди, Хулио Иглесиас, Неда Украден, Муслим Магомаев, Алана Майлс, София Ротару, Едита Пиеха, Демис Русос, Джозефин Бейкър, Тото Котуньо, Рой Орбисън, Ла Тоя Джексън, Били Дейвис, Пако Де Лусия, Жилбер Беко, Лара Сент Пол, Бони Ем, Серджо Ендриго и много други. 
Основател е на вокалния състав „Студио В“, на телевизионните предавания „Музикален бутик“ и „Студио 1“. Създава множество песни и пиеси за биг бенд, пише музика и за редица радиопредавания на редакция ХСЗ (Хумор, сатира и забава) при БНР, като „Къдрава антена“ и „Кафе с автограф“, както и за фестивала за хумористична и сатирична песен „Златният кос“, които се изпълняват от популярни групи, певци и актьори – Коста Цонев, Виолета Бахчеванова, Тодор Колев, Асен Кисимов и др. Маестро Вили Казасян е гостувал като диригент на радиооркестрите в Берлин, Москва, Лайпциг, участвал е на фестивалите в Атина, Сопот (Полша), Дрезден. 
Негов брат е музикантът и композитор Еди Казасян. 
Освен за „Неочаквана ваканция“ (откъдето е „Детство мое“, обявена в радиодопитване за любимата детска песен в България) , той е писал музика и за други филми като „Една одисея из Делиормана“, „Малкият Содом“, „Човек на паважа“, „Горски хора“, „Черните рамки“, „Горещи следи“, „Тази хубава зряла възраст“, за филмовите сериали „Ленко“, „Нако, Дако, Цако“, „Живот на колела“, „Лека нощ, възрастни!..“, „Мъже без мустаци“ и др. 
Маестро Казасян е носител на множество музикални награди, включително на награда на името на Йосиф Цанков през 1984 г., присъдена му за утвърждаване и развитие на Международния музикален фестивал „Златният Орфей“ и на наградата Сирак Скитник от 2005 г. за цялостен принос към Българското национално радио (БНР). За него казват, че е известен не само със своя огромен професионализъм, но и със запомнящата се негова човечност и доброта, и с артистичността си на сцената. 
Почива на 12 юли 2008 г. след едноседмична кома. 

## Памет
На Вили Казасян е наречена улица в квартал „Кръстова вада“ в София (Карта).
На 8 декември 2019 г. излиза първата официална книга за маестрото на издателство „Сиела“ със заглавие: „Да обичаш Вили Казасян“ от писателя и продуцент Добромир Славчев.  Книгата предоставя, освен познатите дотогава данни, изцяло нови сведения и факти за жизнения и творчески път на диригента на Биг бенда на БНР, като успява да внесе пълнота в дългогодишната кариера на маестро Вили Казасян. 
За него е документалният филм „Maestro Вили Казасян“ (2024).